# Juan Silva (futbolista)
Juan Andrés Silva Cárdenas (Viña del Mar, Chile, 11 de marzo de 1989) es un exfutbolista chileno que jugó como volante ofensivo.

## Trayectoria
Silva era una de las grandes promesas de la cantera de Santiago Wanderers, pero por problemas extra futbolísticos se fue opacando su figura y más aún separadolo del plantel en más de una ocasión.[cita requerida]
El año 2012, llega a Rangers y tras la partida de Cristian Maidana comienza a ser titular realizando buenas actuaciones, pero con la llegada de nuevos refuerzos argentinos en su misma posición es relegado a la banca. Aun así, el club compra su pase y en julio del año 2013 es enviado a préstamo a Deportes La Serena para la temporada 2013-14.
Luego de volver a Deportes La Serena, ha jugado la mayoría de los partidos de titular, pero nuevamente problemas extra futbolísticos relacionados posiblemente con alcohol y una gresca con un guardia de seguridad hacen que nuevamente sea reprendido por sus constantes indisciplinas y relegado a la banca.
El año 2014 continúa su ruta futbolística, esta vez en Palestino, en el cual no es tenido en cuenta por el técnico, por lo cual el año 2015 ficha en Santiago Morning, del cual se desvincula tras 4 fechas disputadas. En el 2017 jugo por Deportes Vallenar club que finalmente que se terminó retirando de la carrera futbolística.

## Clubes
| Club               | País  | Temporadas  |
| ------------------ | ----- | ----------- |
| Santiago Wanderers | Chile | 2006 - 2008 |
| Deportes La Serena | Chile | 2009        |
| Cobresal           | Chile | 2010        |
| Ñublense           | Chile | 2011        |
| Cobreloa           | Chile | 2011        |
| Rangers de Talca   | Chile | 2012 - 2013 |
| Deportes La Serena | Chile | 2013        |
| Rangers de Talca   | Chile | 2014        |
| Palestino          | Chile | 2014        |
| Santiago Morning   | Chile | 2015        |
| Curicó Unido       | Chile | 2015 - 2016 |
| Unión La Calera    | Chile | 2016 - 2017 |
| Deportes Vallenar  | Chile | 2017        |

## Estadísticas
| Equipo                   | Temporada           | Liga Local | Liga Local | Copas Local(1) | Copas Local(1) | Competición Internacional(2) | Competición Internacional(2) | Total | Total |
| Equipo                   | Temporada           | PJ         | Goles      | PJ             | Goles          | PJ                           | Goles                        | PJ    | Goles |
| ------------------------ | ------------------- | ---------- | ---------- | -------------- | -------------- | ---------------------------- | ---------------------------- | ----- | ----- |
| Santiago Wanderers Chile | Apertura 2006       | 2          | 0          | --             | --             | --                           | --                           | 2     | 0     |
| Santiago Wanderers Chile | Clausura 2006       | 16         | 0          | --             | --             | --                           | --                           | 16    | 0     |
| Santiago Wanderers Chile | Apertura 2007       | 7          | 0          | --             | --             | --                           | --                           | 7     | 0     |
| Santiago Wanderers Chile | Clausura 2007       | 13         | 2          | --             | --             | --                           | --                           | 13    | 2     |
| Santiago Wanderers Chile | Apertura 2008 (*)   | 18         | 1          | --             | --             | --                           | --                           | 18    | 1     |
| Santiago Wanderers Chile | Clausura 2008 (*)   | 4          | 0          | --             | --             | --                           | --                           | 4     | 0     |
| Santiago Wanderers Chile | Total               | 60         | 3          | --             | --             | --                           | --                           | 60    | 3     |
| Deportes La Serena Chile | Clausura 2009       | 16         | 0          | 1              | 0              | --                           | --                           | 17    | 0     |
| Deportes La Serena Chile | Total               | 16         | 0          | 1              | 0              | --                           | --                           | 17    | 0     |
| Cobresal Chile           | 2010                | 15         | 2          | --             | --             | --                           | --                           | 15    | 2     |
| Cobresal Chile           | Total               | 15         | 2          | --             | --             | --                           | --                           | 15    | 2     |
| Total de su Carrera      | Total de su Carrera | 91         | 5          | 1              | 0              | --                           | --                           | 92    | 5     |

Estadísticas actualizadas a la fecha: 9 de noviembre de 2010.
- 1Las copas locales se refieren a la Copa Chile.
- (*) Goles y partidos de Segunda División